# ISO 3166-2:NL
ISO 3166-2:NL désigne le code ISO 3166-2 du Royaume des Pays-Bas.
Les codes des subdivisions de ce pays sont indiqués ci-dessous :

## Provinces
En métropole, le royaume des Pays-Bas possède 12 subdivisions de premier niveau appelées « province » (provincie) :
```
NL-DR 
Drenthe

NL-FL 
Flevoland

NL-FR 
Frise
 (
Friesland
)
NL-GE 
Gueldre
 (
Gelderland
)
NL-GR 
Groningue
 (
Groningen
)
NL-LI 
Limbourg 
 (
Limburg
)
NL-NB 
Brabant-Septentrional
 (
Noord-Brabant
)
NL-NH 
Hollande-Septentrionale
 (
Noord-Holland
)
NL-OV 
Overijssel

NL-UT 
Utrecht

NL-ZE 
Zélande
  (
Zeeland
)
NL-ZH 
Hollande-Méridionale
 (
Zuid-Holland
)
```

## Pays et municipalités spéciales
Outre-mer, les « pays » (land) et les « municipalités spéciales » (bijzondere gemeente) du Royaume des Pays-Bas possèdent également une codification qui leur est propre.
| Code   | Subdivision    | Type                  | ISO 3166-1 alpha-2 |
| ------ | -------------- | --------------------- | ------------------ |
| NL-AW  | Aruba          | pays                  | ISO 3166-1:AW      |
| NL-CW  | Curaçao        | pays                  | ISO 3166-1:CW      |
| NL-SX  | Sint Maarten   | pays                  | ISO 3166-1:SX      |
| NL-BQ1 | Bonaire        | municipalité spéciale | ISO 3166-2:BQ-BO   |
| NL-BQ2 | Saba           | municipalité spéciale | ISO 3166-2:BQ-SA   |
| NL-BQ3 | Sint Eustatius | municipalité spéciale | ISO 3166-2:BQ-SE   |

## Mises à jour
Avant le retrait de la norme ISO 3166-2, remplacée par la plateforme de consultation gratuite en ligne : l'OBP, pour « online browsing platform », les mises à jour sous forme papier concernant ce code furent :
| Newsletter          | Date                               | Motif de mise à jour                                               | Détail                                                   |
| ------------------- | ---------------------------------- | ------------------------------------------------------------------ | -------------------------------------------------------- |
| ISO 3166:2011-12-13 | 2011-12-13 (corrigé le 2011-12-15) | Réajustement administratif et mise à jour de la liste des sources. | Subdivisions ajoutées : 3 pays 3 municipalités spéciales |